# Дијана Дол
Силвија Брезинова (слч. Silvia Brezinová; 22. јул 1976), познатија под псеудонимом Дијана Дол (Diana Doll) је словачка је порнографска глумица.

## Каријера
Дијана је у младости радила као графички дизајнер, а порно каријеру је започела 2001. за Хаслер Видео. У каријери је прво наступала под именом Сју Дајмонд. Пошто је имала слично уметничко име и често повезивана са словачком порно звездом Сузи Дајмонд, променила је уметничко име 2006. у Дијана Дол. У јуну 2010, изабрана је од стране АВН за Cybersiren of the Month. Према сајту ИАФД глумила је у око 280 порно-филмова.
Дијана Дол је глумила у два филма која су пародија на америчког голфера Тајгера Вудса, после објављивања детаља о његовом приватном животу.

## Изабрана филмографија
- 2001: Hustler XXX 7
- 2004: Pussyman’s Decadent Divas 25
- 2006: The Kidnapping of Sue Diamond
- 2007: Cheating Wives Tales 8
- 2007: Dementia 5
- 2008: Jack’s Teen America 20
- 2008: Schlimmer geht's nimmer!
- 2008: My Virtual Mistress Diana
- 2008: Shot Glasses
- 2009: Wild Girls of Porn: Naked and Exposed
- 2009: Penthouse Variations Blondes in Black Leather, Making of a MILF & Sinful
- 2010: Tyler’s Wood
- 2010: Tiger’s Got Wood
- 2011: Chemistry

## Награде
- 2011 XBIZ награда номинована — Milf Performer of the Year[6]
- 2012 АВН награда номинована — Group Sex Scene, Orgy: The XXX Championship, Marc Dorcel/Wicked[7]
- 2009 АВН награда номинована — Female Foreign Performer of the Year
- 2008 АВН награда номинована — Female Foreign Performer of the Year[8]